# 埤頭 (雲林縣)
埤頭，是台灣雲林縣大埤鄉的一個傳統地域名稱，位於該鄉北部。相較於今日行政區，其範圍大致與三結村相近。

## 歷史
台灣清治末期至日治初期，埤頭地區為一街庄，稱為「埤頭庄」，隸屬於他里霧堡。該庄北與大東庄為鄰，東北與五間厝庄為鄰，東南邊及南邊為茄苳腳庄，西邊為佃仔林庄、埔羗崙庄。
1901年（日治明治三十四年）11月，全台廢縣廳改設二十廳，該庄隸屬於斗六廳。1903年（明治三十六年）6月，該庄編入「茄苳腳區」，隸屬於斗六廳。1909年（明治四十二年）10月，合併二十廳為十二廳，茄苳腳區改隸屬於嘉義廳。1920年（大正九年），全台地方制度大改正，廢十二廳改設五州二廳，該庄改制為「茄苳腳」大字，隸屬於臺南州斗六郡大埤庄。
戰後大埤庄改制為大埤鄉，隸屬於臺南縣，大字亦改制為村。1950年10月，雲、嘉、南分治，大埤鄉改隸屬雲林縣。

## 聚落
本地區發展較早的聚落有埤頭、中埤頭、頂埤頭等，在日治期初期的官方地圖上已有記載。

## 交通
台鐵縱貫線是台灣西部南北鐵路幹線，大致以東北—西南走向轉北北東—南南西走向經過埤頭地區東部邊界外不遠處。最近的車站是本地區東部邊界不遠處的斗南車站，屬二等站，停靠部分自強號及全部的莒光號及區間車。由此可前往台鐵沿線各站。
國道1號又稱「中山高速公路」，是貫穿台灣西部的兩條縱向高速公路之一，大致以東北微北—西南微南走向經過本地區東部近邊界地帶，並與省道台78線（東西向快速公路－台西古坑線）交會於雲林系統交流道。北側最近的一般交流道是縣道158號交會處的斗南交流道；南側最近的是縣道162號交會處的大林交流道。由此等可快速前往國道1號沿線各地，或經由雲林系統交流道轉省道台78線（東西向快速公路－台西古坑線）快速前往雲林縣西部及東部。
省道台78線即「東西向快速公路－台西古坑線」，是雲林縣境內的東西向快速公路，大致以西北—東南走向經過本地區東部邊界地帶，並國道1號交會與雲林系統交流道。西側最近的一般交流道是縣道145號交會處的虎尾交流道；東側最近的是省道台1線交會處的斗南交流道。由此等向西可前往土庫、元長北部、東勢、台西等地；向東可前往古坑、高厝林子頭的東側端點（古坑端）並止於國道3號古坑系統交流道；亦可於雲林系統交流道轉接國道1號前往台灣西部南北各地。
省道台1線（延平路二段～三段）又稱「縱貫公路」，是台北至屏東楓港的傳統平面幹道，大致以北向南轉北北東—南南西走向經過本地區東部邊界外不遠處，並位於鐵路西側。由該道路向北繞大彎轉東北東再繞大彎轉北北東經斗南市區可前往虎尾東北部、莿桐西南部、西螺、溪州等地，向南南西經省道台78線（東西向快速公路－台西古坑線）斗南交流道可前往大埤東界、大林、溪口東部、民雄等地。
縣道157號（大埤路）是斗南至嘉義縣布袋鎮過溝的道路，大致以東北—西南走向經過本地區東南部邊界外不遠處，並經過。由省道台78線（東西向快速公路－台西古坑線）高架橋下、國道1號高架橋下。由該道路向東北轉東南東可前往茄苳腳與林子交界地帶北側並止於省道台1線路口；向西南可前往大埤市區、溪口、新港、六腳、朴子、東石東南部、布袋北部的過溝等地。
縣道158甲線（新崙路、中興路）是台西鄉崙子頂至竹山鎮桶頭的道路，大致以西北西—東南東走向轉西向東經過本地區北部邊界外不遠處，並經過省道台78線（東西向快速公路－台西古坑線）高架橋下。由該道路向西北西轉西南西可前往土庫、褒忠、東勢北部、台西等地；向東經國道1號高架橋下可前往斗南、古坑、竹山鎮桶頭地區並止於其中部偏北的縣道149號路口。
鄉道雲96線是下莊仔至斗南的道路，大致以西向東由本地區西部邊界中央偏南處入境，至埤頭聚落蜿蜒而行，至鄉道雲181線路口轉北北西與其共線約20公尺，至路口轉東北東獨行後轉東北再轉東北東蜿蜒而行，經中埤頭、頂埤頭聚落後，經國道1號與省道台78線（東西向快速公路－台西古坑線）交會處的雲林系統交流道諸高架橋下後出境。由該道路向西可前往埔羗崙與田子林交界地帶、田子林、過港地區的下庄子並止於縣道145甲線路口；向東北東可前往五間厝並止於省道台1線路口。
鄉道雲179線是新崙（溝心聚落北側）至大埤的道路，大致以北北東—南南西走向經過本地區西部凸出部分。由該道路向北北東轉北北西再轉北可前往大東地區的溝心聚落北側並止於鄉道雲86線路口；向南南西可前往埔羗崙東南端、田子林東端、大埤並止於鄉道雲178線路口。
鄉道雲181線是新崙至下崙的道路，大致以北微東—南微西走向由本地區北部邊界中央偏西處入境，其後轉南南東，至埤頭聚落東側經鄉道雲96線左側路口與其共線約20公尺，經鄉道雲96線左側路口後獨行，出聚落後續行以至出境。由該道路向北微東可前往大東地區中部偏西南新崙聚落並止於鄉道雲86線路口；向南南東轉南可前往盧竹巷西部的下崙子聚落並止於鄉道雲178-1線路口。